# Servotronic
Servotronic – w samochodach osobowych, system zapewniający elektromechaniczne wspomaganie  układu kierowniczego.
System ten oferuje komfortowe utrzymanie jazdy na wprost oraz koryguje w pewnym zakresie znoszenie samochodu spowodowane bocznym wiatrem lub nierównością nawierzchni i zapewnia precyzyjny powrót do jazdy na wprost po wykonaniu skrętu. Razem z systemem DCC (adaptacyjnym zawieszeniem) pozwala na zmianę charakterystyki wspomagania układu kierowniczego - w zależności od prędkości i rodzaju nawierzchni.
Pomysł polega na tym że na końcu kolumny kierowniczej wbudowano dodatkową przekładnię planetarną o zmiennym przełożeniu.  Wałek wyjściowy przekładni planetarnej połączony jest z typową, zębatkową przekładnią kierowniczą o stałym przełożeniu. Sterownik elektroniczny na podstawie informacji, m.in. o kącie skrętu kół przednich i prędkości pojazdu, uruchamia silnik elektryczny zmieniający przełożenie przekładni planetarnej.
Układ wspomagania nie posiada elementów hydraulicznych. Dzięki zamocowaniu na ramie pomocniczej, nie przenosi drgań na koło kierownicy.